# Guy Chaumereuil
Guy Chaumereuil, né en 1950, est un journaliste, spécialiste des problématiques de la montagne. Président du Parc national de la Vanoise en 2014 et 2015, il est fondateur du Grand bivouac, festival du cinéma documentaire et du livre d'Albertville (Savoie) et cofondateur, avec les Éditions Nivéales et le Groupe de haute montagne (GHM) du prix des Piolets d'or de l'alpinisme international et par ailleurs initiateur du projet "Les Ateliers de la Démocratie". 

## Biographie
Diplômé de l'École supérieure de journalisme de Lille (45e promotion), Guy Chaumereuil a consacré la première partie de sa carrière à la presse écrite, La Vie nouvelle et Le Progrès à Chambéry, Ville ouverte dont il a été cofondateur et Montagnes Magazine dont il a été rédacteur en chef à Grenoble, assurant également dans les années 1970 et début 1980 la correspondance de Témoignage chrétien et La Croix (Savoie - Haute-Savoie). L'essentiel de sa carrière s'est ensuite déroulée dans le Groupe Radio France : de 1983 à 1989, journaliste-reporter détaché en Savoie et de 1994 à 2003, directeur de France Bleu Pays de Savoie. De 1989 à 2003, il a, par ailleurs, assuré la chronique montagne de France Info, assurant, pour la chaîne d'info continue, plusieurs opérations en direct de camps de base d'expéditions françaises en Himalaya (Makalu, Annapurna, Everest notamment). 
En 2003, il a mis fin à sa carrière journalistique pour prendre la direction de la Fédération française des clubs alpins et de montagne (FFCAM) à Paris, puis de 2007 à 2012, la direction de la Grande traversée des Alpes (Grenoble) - organisme interrégional spécialisé dans l'itinérance touristique, animateur de six grands itinéraires alpins du Léman à la Méditerranée - dont il a ensuite assumé la présidence. Cette association est placée en liquidation judiciaire en 2019.
Passionné de voyage - Asie centrale, Himalaya, Amérique centrale notamment - et soucieux de permettre à un large public de "mieux comprendre les problématiques et enjeux du monde contemporain", il a fondé en 2002, à Albertville (Savoie), le Grand bivouac, festival du film-documentaire et du livre qui enregistre désormais chaque année, en octobre, entre 30 et 35 000 entrées en quatre jours autour d'une centaine de rendez-vous, conférences, projections, animations, expositions, etc. et de plus de 80 intervenants, scientifiques, journalistes, documentaristes, écrivains, artistes, tous grands voyageurs. Il préside le festival de 2002 à 2023, date à laquelle il devient vice-président chargé de la programmation.
Cofondateur du Piolet d'or de l'alpinisme international, membre pendant plusieurs années du comité technique de l'Association des populations des montagnes du monde, il a assumé, de juillet 2014 à novembre 2015, la présidence du Parc national de la Vanoise dont il est toujours[Quand ?] membre du Bureau et copilote de la stratégie touristique. En 2015, il est séquestré brièvement par des éleveurs mécontents de la politique de protection du Loup.

## Distinctions
En 2014, il est élu personnalité de l'année par l’Association des journalistes de tourisme.